# Åsne Seierstad
Åsne Seierstad (Oslo; 10 de febrero de 1970) es una periodista freelance noruega.
Licenciada en filología eslava y española por la Universidad de Oslo, Åsne Seierstad colabora como corresponsal para periódicos escandinavos desde diversos lugares del mundo. Ha cubierto la información de importantes conflictos bélicos y tiene publicados varios libros de crónicas, uno sobre la guerra de Irak, Ciento y un días, otro acerca de la situación en Afganistán, El librero de Kabul, otro sobre Serbia, De espaldas al mundo, que han cosechado un éxito internacional.
En 2001 siguió a la Alianza del Norte en Kabul tras la caída del gobierno talibán. Se alojó con un vendedor de libros, Sultan Khan, y su familia y escribió un libro llamado : El librero de Kabul. En 2003 informaba desde Bagdad durante la  Invasión de Irak de 2003.

## Obras editadas en español
- Seierstad, Åsne (2005). Ciento y un días: crónicas de una guerra. Círculo de Lectores. ISBN 978-84-672-1046-0.

- Seierstad, Åsne (2005). El librero de Kabul. Ediciones Maeva. ISBN 978-84-96231-44-3.

- Seierstad, Åsne (2007). De espaldas al mundo. Ediciones Maeva. ISBN 84-96748-21-9.

- Seierstad, Åsne (2008). El ángel de Grozni. Ediciones Maeva. ISBN 978-84-96748-37-8.
- Seierstad, Åsne (2015). Uno de los nuestros. Historia de la masacre que conmocionó a Noruega. Crítica. ISBN 978-607-747-195-0.

- Datos: Q256796
- Multimedia: Åsne Seierstad / Q256796